# Upplands runinskrifter Fv1953;274
Upplands runinskrifter Fv1953;274 är ett vikingatida runstensfragment av granit i Skånela kyrka, Skånela socken och Sigtuna kommun. Runstensfragmentet är 1 meter högt, 0,6 meter brett och 0,3 meter tjockt. Runslingan är 7 centimeter bred. Stenens ristning berättar att den från början ingått i ett monument av flera stenar. Någon parsten har emellertid inte identifierats även om U Fv1953;270 och U Fv1953;272, också de i Skånela kyrka, är tänkbara. Ristningen är djup och tydlig och enligt Sven B.F. Jansson gjord av en skicklig mästare.

## Inskriften
Translitterering av runraden:
... lit × raisa × staina × ¶ a(t) ...
Normalisering till runsvenska:
... let ræisa stæina at ...
Översättning till nusvenska:
... lät resa stenarna efter ...